# 福申乡
福申乡，是中华人民共和国四川省巴中市平昌县曾经下辖的一个乡。2020年5月，撤销福申乡，将原福申乡万安村、永安村、玉峰村所属行政区域划归响滩镇管辖，原福申乡土寨村、长胜村、白乐村、金桥村、保安村、亮垭子村所属行政区域划归大寨镇管辖。

## 行政区划
福申乡撤销前下辖以下地区：
土寨村、长胜村、白乐村、金桥村、保安村、万安村、永安村、玉峰村和亮垭子村。